# Cinesioteràpia
La cinesioteràpia o cinesiteràpia és una disciplina que s'engloba dins de la fisioteràpia i es defineix com l'art i la ciència de la prevenció i el tractament de lesions i malalties mitjançant el moviment. La kinesioteràpia és una prescripció mèdica i ha de ser realitzada exclusivament per un fisioterapeuta.